# Bausse
La Bausse est une  rivière du sud-ouest de la France, sous-affluent de la Garonne par le Lot.

## Géographie
De 15,8 km de longueur, la Bausse prend sa source dans le département de Lot-et-Garonne commune de Dolmayrac et se jette dans le Lot sur la commune de Granges-sur-Lot.

## Départements et communes traversées
- Lot-et-Garonne : Cours, Saint-Sardos, Montpezat, Granges-sur-Lot, Dolmayrac, Le Temple-sur-Lot, Castelmoron-sur-Lot.

## Principaux affluents
- Ruisseau de Canterane : 2,3 km
- Ruisseau de la Caillabouze : 4,4 km
- Le Martissan : 1,7 km
- La Segnoles : 4,2 km